# David Martin (Jazzmusiker)
David Martin (* 5. Oktober 1907; † 4. Mai 1975) war ein US-amerikanischer Jazzmusiker (Piano, auch Cello, Komposition).

## Leben und Wirken
Martin, dessen Familie in der 136th Street von New York eine Musikschule betrieb, spielte in den 1920er-Jahren als Cellist mit Fats Waller. In den 1930er-Jahren hielt er sich in Europa auf und arbeitete vorwiegend in der Szene der aus Amerika stammenden Jazzmusiker, so 1938 bei Eddie South, mit dem Aufnahmen in Hilversum und später in Milwaukee entstanden, außerdem mit Bill Coleman sowie im Orchester von Alix Combelle. Nach seiner Rückkehr in die Vereinigten Staaten arbeitete er erneut in New York City; weitere Aufnahmen entstanden noch u. a. mit Jonah Jones, Sy Oliver und  Jackie Wilson. Er komponierte den Jazztitel „Easy Does It“ (nicht zu verwechseln mit dem gleichnamigen Titel von Sy Oliver und Trummy Young).